# Beijing Sport University FC
Die Beijing Sport University Football Club (Chinesisch: 北京 北体大; Pinyin: Běijīng Běitǐdà) auch bekannt als BSU (Chinesisch: 北体大; Pinyin: Běi Tǐ Dà) ist ein professioneller chinesischer Fußballklub, der derzeit in der China League One spielt. Das Team ist in Peking beheimatet und ihr Heimstadion ist das Olympische Sportzentrum Peking mit einer Sitzplatzkapazität von 36.228 Plätzen. Ihr aktueller Mehrheitsaktionär ist der Mischkonzern Beijing Enterprises Group.

## Geschichte
Beijing Sport University FC wurde 2004 von den ehemaligen chinesischen Fußballern Guo Weiwei, Wang Tao und Guo Weijian als Amateur-Fußballverein unter dem Namen Beijing Baxy FC gegründet. Bis 2009 galt die Jugendmannschaft des Vereins als gut genug, um am Profifußball teilzunehmen, und der Klub trat zu Beginn der China-League-Two-Saison 2009 in die dritte Liga des chinesischen Fußballs ein. Nach einem vielversprechenden Start der Saison, die sie in der Halbzeit an der Tabellenspitze anführten, wurde der Verein im Play-off Dritter und verpasste knapp den Aufstieg in die zweite Liga. Nachdem er den Aufstieg verpasst hatte, entschied der Verein, die finanziell angeschlagene China-League-One-Mannschaft (die League One ist die zweithöchste Spielklasse), Beijing Hongdeng zu übernehmen, und übernahm ihre Position in der Liga zu Beginn der Saison 2010. In der ersten Saison von Beijing Baxy in der zweiten Liga wurden ihnen wegen der verspäteten Zahlung von Löhnen für Rajko Vidović in der Saison 2007 von Beijing Hongdeng 6 Punkte abgezogen.
Beijing Baxy beendete die Saison auf Platz 15 von 16 Teams in der Saison 2012 und wäre damit wieder in die China League Two abgestiegen; Sie wurden jedoch aufgrund der Auflösung von Dalian Shide vom Abstieg verschont. Am 26. Februar 2013 wurde der kroatische Trainer Goran Tomić offiziell als neuer Trainer des Clubs bekanntgegeben. Nachdem einige hochkarätige Spieler wie Stephen Makinwa, Lucian Goian, Ryan Griffiths und Hu Zhaojun verpflichtet wurden, belegte Beijing Baxy den Rang 7 der Saison 2013. Beijing Baxy startete in der Saison 2014 mit 21 Spielen ohne Niederlage (8 Siege und 13 Unentschieden). So blieb bis zur letzten Runde die Hoffnung auf den Aufstieg, der am Ende jedoch mit dem 4. Platz verpasst wurde. Goran Tomić gewann im Dezember 2014 die Auszeichnung „Trainer des Jahres der China League One“.
Am 25. Dezember 2014 kaufte Beijing Enterprises Holdings Limited die Mehrheit der Anteile des Vereins und der Name des Klubs wurde in Beijing Enterprises Group FC geändert. Sie änderten auch das Vereinswappen und das Heimtrikot des Vereins von weiß auf blau und rot.
Am 5. Juni 2017 starb der Bejing-Enterprise-Spieler Cheick Tioté im Alter von 30 Jahren an einem Herzinfarkt während des Trainings. Der Verein vergibt seither die Nummer 24, die Tioté getragen hatte, nicht mehr.
2019 wurde der Verein in Beijing Sport University FC umbenannt.

## Namensgeschichte
- 2004–2014 Beijing Baxy F.C. 北京八喜

- 2015–2018 Beijing Enterprises Group F.C. 北京控股

- 2019– Beijing Sport University F.C. 北京北体大

## Bekannte Spieler und ehemalige Spieler
- Gerard Bi Goua Gohou
- Cheik Tioté
- Momar N’Diaye
- Victor Anichebe
- Lucian Goian
- Danko Lazović
- Rubin Okotie